# Balangan
Balangan (indonez. Kabupaten Balangan) – kabupaten w indonezyjskim Borneo Południowym. Jego ośrodkiem administracyjnym jest Paringin.
Balangan graniczy od północnego wschodu z Borneo Wschodnim.
W 2010 roku kabupaten ten zamieszkiwało 112 430 osób, z czego 11 240 stanowiła ludność miejska, a 101 190 ludność wiejska. Mężczyzn było 56 504, a kobiet 55 926. Średni wiek wynosił 25,71 lat.
Kabupaten ten dzieli się na 8 kecamatanów:
- Awayan
- Batu Mandi
- Halong
- Juai
- Lampihong
- Paringin
- Paringin Selatan
- Tebing Tinggi